# Baniwa (Ethnie)
Die Baniwa (auch: Baniva, Eigenbezeichnung: Walimanai) sind ein indigener Stamm Südamerikas. Sie leben an den Grenzen Brasiliens zu Kolumbien und Venezuela in Dörfern an den Ufern des Rio Içana und seiner Nebenflüsse Rio Cuiari, Rio Aiari und Rio Cubate sowie in Gemeinden am oberen Rio Negro/Guainía und in den städtischen Zentren von São Gabriel da Cachoeira, Santa Isabel do Rio Negro und Barcelos. Im Jahr 2000 wurde die Gesamtbevölkerung auf 15.000 Personen geschätzt, von denen etwa 4026 in Brasilien leben. Die Baniwa in Brasilien leben in 93 Siedlungen, die sich auf Dörfer und kleinere Orte verteilen.

Baniwa-Schule am Fluss Içana

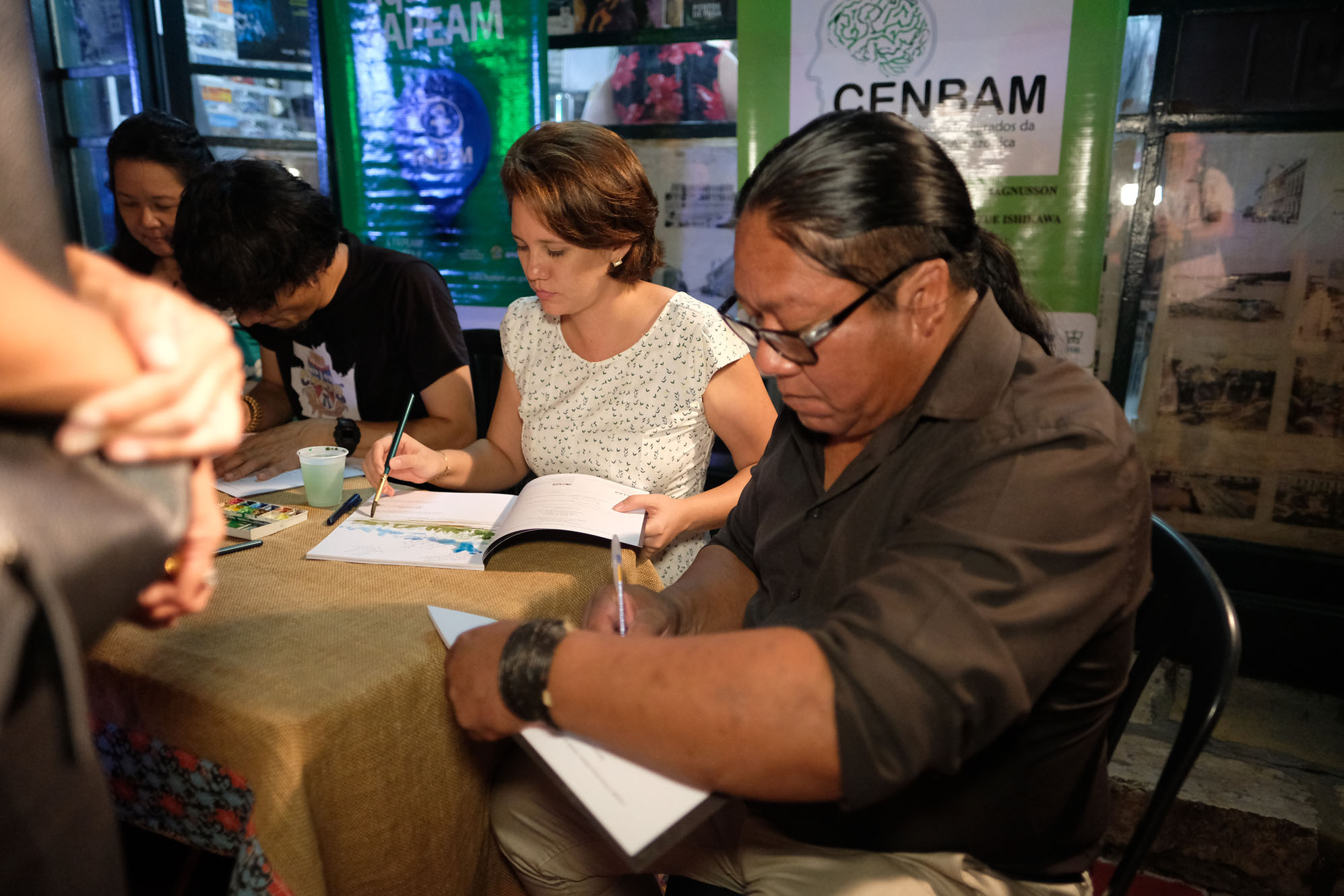
Aldevan Baniwa, Jahrgang 1974, Sohn eines Baniwa und einer Tukano, signiert sein Buch "Brilhos na Floresta". Er wurde 46 Jahre alt.

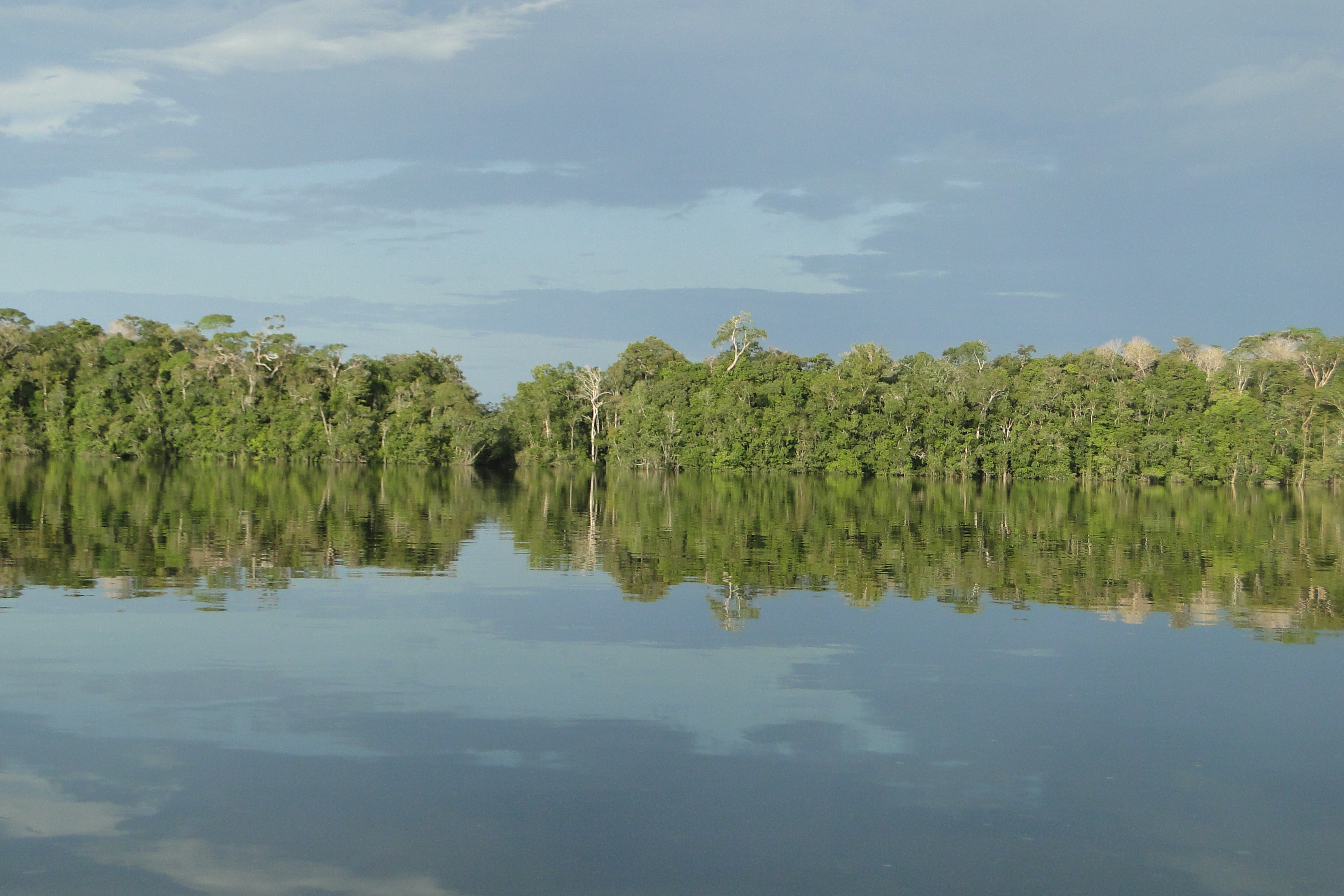
Am Fluss Içana, Region der Baniwa/Kurripako, im indigenen Territorium Alto Rio Negro, Amazonas, Brasilien.

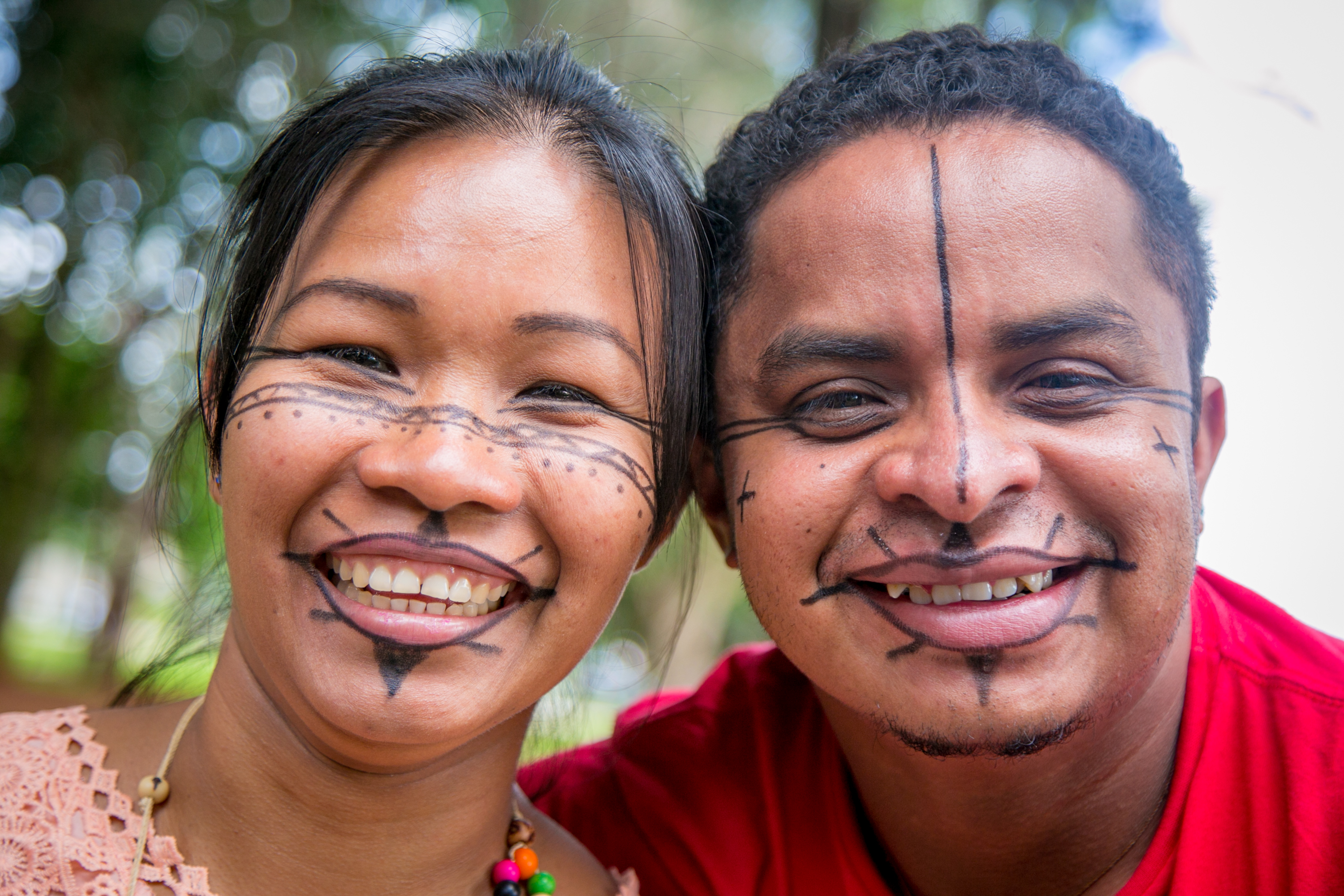
Links die Studentin der Universität Brasilia (UnB) Braulina Aurora Baniwa, eine Baniwa

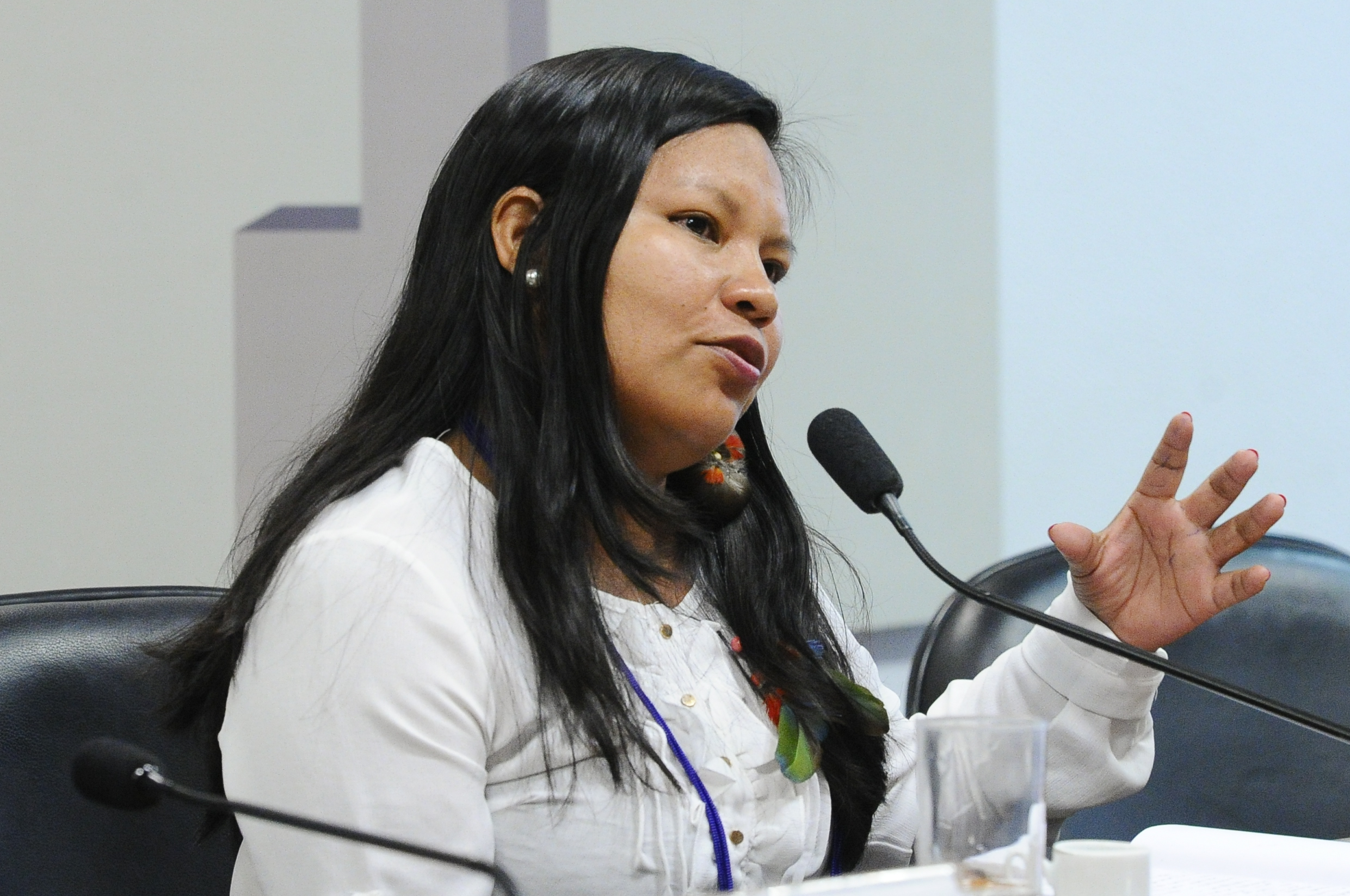
Die Studentin der Universität Brasilia (UnB) Braulina Aurora Baniwa in einer Erklärung am Rednerpult, 2017

## Herkunft der Bezeichnung Baniwa

### Fremdbezeichnung
In der benachbarten indigenen Sprache Nheengatu wird diese Ethnie als "Baniwa" bezeichnet. Dort bedeutet die Bezeichnung so viel wie "Maniok-Volk".

### Eigenbezeichnung
Obwohl die Baniwa diese Fremdbezeichnung akzeptieren, bezeichnen sie sich in ihrer eigenen Sprache Waku als "Walimanai" (in der Bedeutung: "die lebenden Generationen", im Gegensatz zu den Vorfahren).

## Varianten der Bezeichnung
Weitere Varianten, wie die Ethnie bezeichnet wird, sind: Baníwa, Baniua, Baniba, Maniba, Maniva, Baniwa do Içana, Baniua do Içana, Baniua Içana, Baniua do Icana, Baniva del Isana, Izana, Issana, Baniwa-Kurripako, Curripaco-Baniva, Karútana-Baniwa, Karútiana-Baniva, Wáku, und Wakuéna.

## Sprachgruppe und kulturelle Ähnlichkeiten
Die Baniwa gehören zur arawakischen Sprachgruppe und weisen ähnliche Kulturmerkmale mit den Baré, Piapoco, Wakuénai und Warekena  auf.
Die Baniwa-Sprache Waku wiederum weist Ähnlichkeiten mit den Curripaco- und Carutana-Sprachen auf und wird von 6000 Menschen in Brasilien, Venezuela und Kolumbien gesprochen. Waku bedeutet auf Waku: Sprache.

## Untergruppen
Wichtige Baniwa-Untergruppen sind die Siusi (oder Walipere-Dakenai), die Tatú (oder Adzaneni), die Kawa (oder Maulieni), die Hohodene, die Dzauinai, die Moriwene (oder Sucuriyu), die Ira, und die Kadaupuritana.

## Weitere indigene Fremdbezeichnungen
Mitunter werden die Baniwa auch als „Siusi-Tapuya“, „Kawa-Tapuya“, „Ira-Tapuya“ und so weiter bezeichnet. „Tapuya“ ist jedoch lediglich ein Tupi-Guaraní-Wort für „Außenseiter“ und wird an die Namen vieler indigener brasilianischer Volksgruppen angehängt, auch wenn keine ethnischen Tupi-Bezüge vorliegen.

## Geschichte
In der zweiten Hälfte des 18. Jahrhunderts intensivierten Spanier und Portugiesen die europäischstämmige Kolonisierung am Rio Negro. Die Baniwa wurden von weißen Händlern, die mit den Soldaten der portugiesischen Festungen S. Gabriel und Marabitanas verbündet waren, bedrängt und ausgebeutet. Eingeschleppte Krankheiten dezimierten die nun verfolgten und versklavten Baniwa. Mehrere große Epidemien (Masern und Pocken) sind aus den 1740er und 1780er Jahren bekannt. Viele Baniwa begannen, ihre Heimat zu verlassen und sich den Rio Negro hinab zu begeben, um sich in den neu gegründeten Kolonialstädten am unteren Rio Negro niederzulassen. Dort arbeiteten sie in der Landwirtschaft oder im königlichen Dienst oder lebten vom Sammeln von Waldprodukten. Manche vermischten sich mit den dortigen Caboclos, manche verließen diese Orte wieder und kehrten in frühere Siedlungsgebiete am Içana zurück. Doch auch dort hielten Händler und Militärs jahrelang ein repressives System der Ausbeutung von Arbeitskräften aufrecht. Die Erzählungen der Baniwa über diese Zeit zeugen von Episoden von Gewalt, Flucht und Terror, die ihr damaliges Leben prägten.
In der Mitte des 19. Jahrhunderts führten die Baniwa und andere Völker der Region messianische Bewegungen gegen die Unterdrückung durch die Weißen an. Ab 1870, als der Kautschukboom einsetzte, wurden sie in den Kautschukplantagen am unteren Rio Negro ausgebeutet.
In den 1940er Jahren wurden manche Baniwa von der "New Tribes Mission" evangelisiert, andere wurden von Salesianerpriestern missioniert, was zu einer Spaltung dieser Indigenen führte, die bis heute nachwirkt.
Ab den 1970er Jahren wurden die Baniwa beeinträchtigt durch den Versuch, einen Abschnitt des "Perimetral Norte Highway" zu eröffnen, durch den Bau von Landebahnen für militärische Zwecke, durch das Eindringen von Bergbauunternehmen und die Abgrenzung von "ilhas" ("Inseln") durch die Bundesregierung, die die Baniwa jedoch ablehnten.
In den 1980er Jahren drangen Goldsucher, gefolgt von Bergbauunternehmen, in das Gebiet der Baniwa ein und verursachten gewaltsame Vorfälle. Dabei wurden die Eindringlinge vielfach von der Bundespolizei gedeckt.
Auch dieser Druck der Bergbauunternehmen (z. B. Paranapanema und GOLDMAZON) und Repressionen der Bundespolizei führte zu einer tiefen Spaltung der Baniwa-Gemeinschaften: Einige stellten sich auf die Seite dieser Unternehmen, andere auf die der Gegner. Gegner arbeiten ab den 1990er Jahren in der 1988 gegründeten Föderation der gesamtindigenen Organisationen des oberen Rio Negro ("Föderation der indigenen Organisationen des Rio Negro", F.O.I.R.N.) mit und gründeten die Indigene Organisation des Içana-Beckens (OIBI) und die Vereinigung der indigenen Gemeinschaften des Aiari-Flusses (ACIRA).

## Anerkennung der Rechte
In den Jahren 1996/98 wurden schließlich die kollektiven Rechte der indigenen Völker des oberen und mittleren Rio Negro anerkannt und fünf zusammenhängende Gebiete mit einer Fläche von etwa 10,6 Millionen Hektar abgegrenzt, zu denen auch die traditionellen Baniwa-Gebiete in Brasilien gehören.

## Soziale und politische Organisation
Die Baniwa-Gesellschaft gliedert sich heute in verschiedene Phratrie oder Geschwistergruppen – wie die Hohodene, die Walipere-dakenai und die Dzauinai. Die Phratrien sind exogam. Die Baniwa führen ihre Abstammung auf die väterliche Linie zurück.
Die Anführer der Gemeinschaften, die capitães, üben unterschiedliche Befugnisse aus, alle Anführer müssen jedoch bei jeder Entscheidung die Zustimmung der Gemeinschaft – vor allem der Gruppe der Ältesten – einholen.

## Lebensunterhalt
Baniwa leben hauptsächlich von Landwirtschaft und Fischfang. Sie haben landwirtschaftlich eine gute Anpassung an eine Region mit geringer Bodenfruchtbarkeit entwickelt, sie bebauen daher mit Erfolg unter anderem saure und trockene Böden.

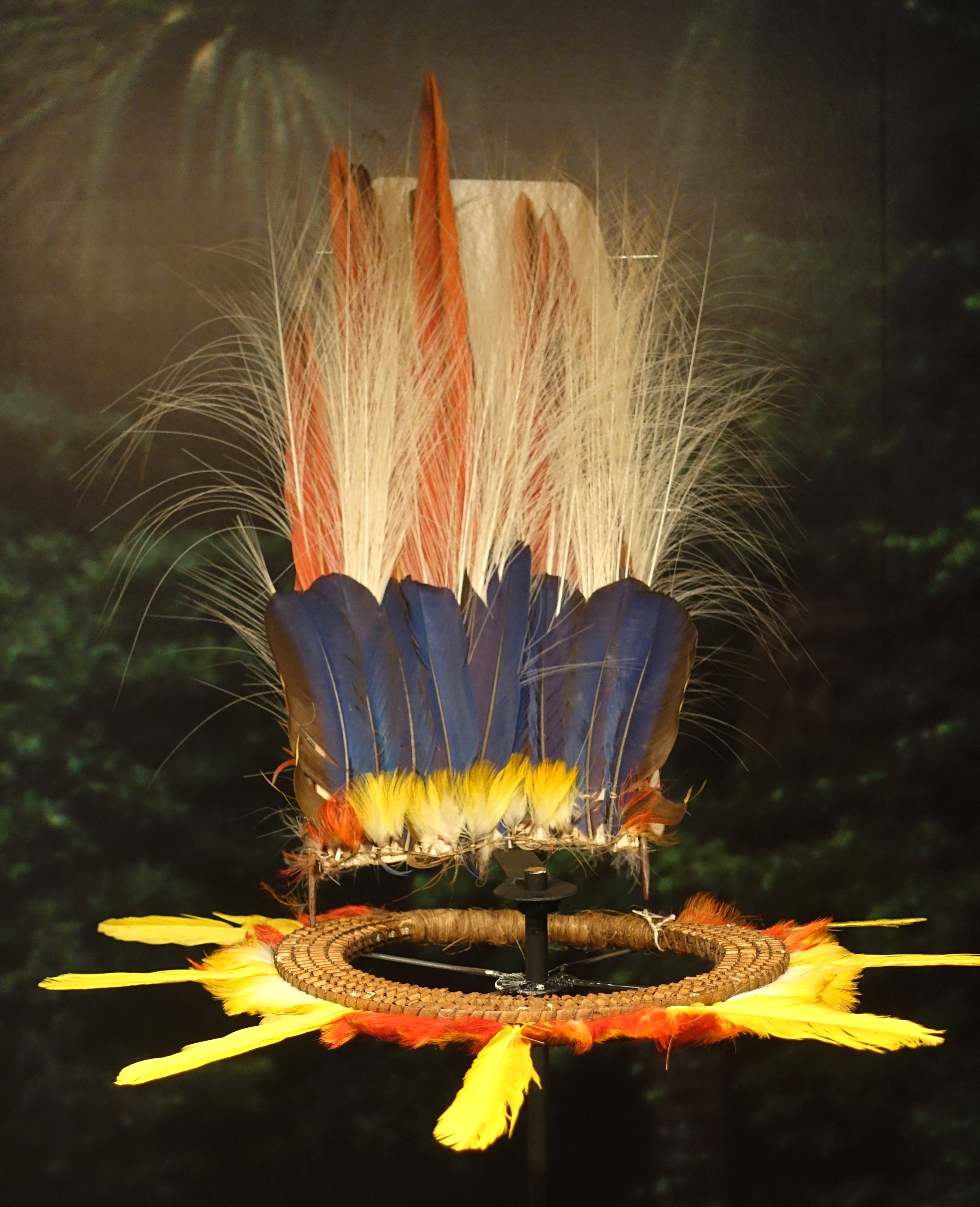
Federschmuck der Curripaco (= Baniwa)

Auch stellen sie Kunstgegenstände wie Körbe aus Naturfasern (sogenannte Arumã-Korbwaren), Maniok-Reibebretter und Federschmuck her. Deren Maniokreiben aus Holz mit eingelegten Quartz-Spitzen werden in der gesamten Region benutzt, andere Indigene erwerben sie auf interethnischen Tauschmärkten des Içana-Gebiets und bei fahrenden Händlern. Auf derartigen Maniokreiben wird die stärkehaltige Knollenfrucht Maniok verarbeitet, denn Maniok enthält im unzubereiteten Zustand giftige Blausäure. Um ihn genießbar zu machen, wird der Maniok zunächst auf dem Brett mit dessen eingearbeiteten Quartzspitzen gerieben und anschließend mittels eines Pressschlauchs von der säurehaltigen Flüssigkeit getrennt. Ein solches Reibebrett der Baniwa aus dem Jahr 1903 (Breite 460 mm, Höhe 1140 mm) mit schwarzem Baumharz befindet sich zum Beispiel in der Ethnologischen Sammlung des Museums Natur und Mensch, Freiburg im Breisgau.
Zudem bieten Baniwa Maniok zum Verkauf an Händler oder auf städtischen Märkten an.